# Leptodactylus nesiotus
Leptodactylus nesiotus es una especie de anfibio anuro de la familia Leptodactylidae.

## Distribución geográfica
Esta especie es endémica de Trinidad y Tobago. Habita en la península de Icacos en la región de Siparia en Trinidad.

## Etimología
El nombre específico nesiotus proviene del griego nesiotes, que significa insular, con referencia a la distribución de esta especie.

## Publicación original
- Heyer, 1994 : Variation within the Leptodactylus podicipinus-wagneri complex of frogs (Amphibia: Leptodactylidae). Smithsonian Contributions to Zoology, n.º 546, p. 1-124[6]